# Attaque en Birmanie
Attaque en Birmanie est la sixième histoire de la série Les Aventures de Buck Danny de Jean-Michel Charlier et Victor Hubinon. Elle est publiée pour la première fois dans le journal Spirou du no 660 au no 683. Puis est publiée sous forme d'album en 1952.
Il est le dernier volet d'une tétralogie ouverte avec La Revanche des Fils du Ciel, Les Tigres Volants et Dans les griffes du Dragon Noir.

## Résumé
Après avoir échappé à leurs ravisseurs grâce à l'arrivée providentielle d'un ouragan ayant détruit la jonque des pirates sur laquelle ils étaient retenus, Buck Danny et ses compagnons se retrouvent sur une plage d'un îlot désert.
Toujours en possession des plans d'attaque américains sur la Birmanie, ils décident de fabriquer un radeau pour rejoindre Kao-Kiang, le point de ralliement où un sous-marin doit les récupérer pour les emmener dans le détroit d'Haïnan.
Une fois récupérés et en sécurité à bord du sous-marin, celui-ci est toutefois attaqué par des destroyers japonais dans la baie d'Along, puis presque coulé par des bombes anti-submersibles lancées par un avion, et enfin achevé par une mine sous-marine. Grâce au sacrifice d'un sous-marinier, Buck Danny et ses 3 compagnons parviennent à s'échapper de l'épave et parviennent dans un port de la côte chinoise.
Là, reconnus par miss Lee, ils repartent en train pour Tchoung-King. Celui-ci tombe dans une embuscade commandée par les Japonais et ils sont capturés. Tumbler jouant son rôle d'agent double les rejoint et essaye de les libérer. C'était sans compter sur le retour de Mo qui dévoile la traitrise de Tumbler. Les cinq compagnons s'esquivent et se retranchent dans le toit du yamen où ils étaient emprisonnés. Il se font repérer par un hélicoptère américain recherchant Tumbler, puis sauver par un parachutage massif de G.I..
De retour à leur base, Buck remet les plans d'attaque de la Birmanie au colonel et ils sont décorés. Peu de temps après, une offensive alliée aidée par les Tigres Volants repousse définitivement les Japonais. Quelques mois plus tard la guerre est terminée ; les amis sont démobilisés et rentrent aux États-Unis.

## Contexte historique
Dès la déclaration de guerre de l'empire du Japon à la Grande-Bretagne en décembre 1941, le Birman Aung San annonce la formation de l'Armée pour l'indépendance birmane destinée à combattre aux côtés de l'Armée impériale japonaise. Envahie en janvier 1942, la capitale Rangoon est finalement occupée en mars, tandis que l'armée thaïlandaise occupe l'est du pays. Pour remplacer l'Armée pour l'indépendance, jugée peu contrôlable, les Japonais formèrent au printemps 1942 l'Armée de défense birmane, une force comptant environ 3 000 hommes, encadrés par des instructeurs militaires japonais.
En août 1943, le Japon accorda une indépendance formelle à la Birmanie, créant l'État de Birmanie. L'Armée de défense birmane devint l'Armée nationale birmane et constitua la force armée du nouveau régime. Ses effectifs montèrent jusqu'à 11 000 hommes. Aung San, nommé ministre de la guerre, demeura son commandant en chef.
Malgré la proclamation d'indépendance, les Japonais n'accordaient que peu d'autonomie au gouvernement birman. Ne faisant plus confiance aux Japonais, Aung San décida de changer de camp et, à la fin 1944, prit contact avec les Alliés. Le 27 mars 1945, l'Armée nationale birmane se retourna ouvertement contre le gouvernement de l'État de Birmanie, qui disparut dans les faits, et déclara la guerre aux Japonais. Rebaptisée Forces patriotiques birmanes, l'Armée nationale contribua aux combats qui aboutirent à chasser les Japonais de Birmanie.
Après le conflit, les membres de l'Armée nationale birmane furent intégrés à l'armée régulière, ou bien aux milices armées de l'organisation politique d'Aung San.

## Publication

### Revues
- Journal Spirou du no 660 du 7 décembre 1950 au no 683 du 17 mai 1951.

### Album
- Dupuis janvier 1952